# Charles Band
Charles Robert Band (Los Angeles, Kalifornia, 1951. december 27. –) amerikai filmproducer és filmrendező, aki leginkább horror filmjeiről ismert. 
Leghíresebb filmje a Gyilkos bábok horror-sorozat, melyet saját filmvállalata, a Full Moon Features filmprodukció készített. Rendkívül termékeny producer, több mint 400 filmet készített, köztük olyan filmeket, mint a Démoni játékok, Troll, Tágra nyílt elme, Köztes világ, Babák.

## Magánélete
Band Los Angelesben született, Kaliforniában. Albert Band rendező-producer fia, Richard Band zeneszerző testvére. Meda nevű feleségével két gyermeke van, Alex, aki The Calling zenekar énekese és Taryn. További két fia van korábbi feleségétől, Debra Dionnal: Harlan és Zalman.

## Filmjei

### Rendezőként
- Last Foxtrot in Burbank (1973, as Carlo Bokino)
- Crash! (1977)
- Parasite (1982)
- Metalstorm: The Destruction of Jared-Syn (1983)
- The Alchemist (1983, as James Amante)
- Ragewar (1984, segment "Heavy Metal")
- Trancers (1985)
- Pulse Pounders (1988)
- Meridian: Kiss of the Beast (1990)
- Crash and Burn (1990)
- Trancers II (1991)
- Doctor Mordrid (1992)
- Prehysteria! (1993)
- Dollman vs. Demonic Toys (1993)
- Head of the Family (1996, as Robert Talbot)
- Mystery Monsters (1997, as Robert Talbot)
- Hideous! (1997)
- The Creeps (1997)
- Blood Dolls (1999)
- NoAngels.com (2000)
- Full Moon Fright Night (2002, TV Series)
- Puppet Master: The Legacy (2003)
- Dr. Moreau's House of Pain (2004)
- Decadent Evil Dead (2005)
- Doll Graveyard (2005)
- The Gingerdead Man (2005)
- Petrified (2006)
- Evil Bong (2006)
- The Haunted Casino (2007)
- Decadent Evil Dead II (2007)
- Dangerous Chucky Dolls (2008)
- Evil Bong II: King Bong (2009)
- Skull Heads (2009, Video)
- Evil Bong 3-D: The Wrath of Bong (2011)
- Killer Eye: Halloween Haunt (2011)
- DevilDolls (2012)
- The Dead Want Women (2012)
- Puppet Master X: Axis Rising (2012)
- Ooga Booga (2013)
- Blood of 1000 Virgins (2013, Documentary)
- Nazithon: Decadence and Destruction (2013, Documentary)
- Unlucky Charms (2013)
- Bada$$ Mothaf**kas (2013, Documentary)
- Gingerdead Man vs. Evil Bong (2013)
- Puppet Master: Axis Termination (2017)
- Puppet Master: Blitzkrieg Massacre (2018)

### Producerként
- Last Foxtrot in Burbank (producer - as Carlo Bokino) 1973
- Mansion of the Doomed (producer) 1976
- Crash! (producer) 1976
- Cinderella (producer) 1977
- End of the World (producer)  1977
- Laserblast (producer) 1978
- Fairy Tales (producer) 1978
- Tourist Trap (executive producer) 1979
- A világvége napja (executive producer) 1979
- The Best of Sex and Violence (Documentary) (producer) 1982
- Parasite (producer) 1982
- Famous T & A (Video documentary) (executive producer - uncredited) 1982
- Acélvihar (producer) 1983
- The Alchemist (producer) 1983
- Filmgore (Video documentary) (producer) 1983
- Ragewar (producer) 1984
- Ghost Warrior (producer) 1984
- Delejezettek (producer) 1984
- Vérszomjas szörnyecskék (executive producer) 1984
- Walking the Edge (executive producer: Empire Pictures - uncredited) 1985
- 1985 Savage Island (executive producer - uncredited) / (producer - as Robert Amante)
- 1985 Underworld (executive producer - uncredited)
- 1985 Zone Troopers (executive producer)
- 1986 A horror háza (executive producer)
- 1986 Breeders (executive producer - uncredited)
- 1986 Dreamaniac (executive producer - uncredited)
- 1986 Eliminators (producer)
- 1986 Necropolis (executive producer - uncredited)
- 1986 Robot Holocaust (executive producer - uncredited)
- 1986 Tágra nyílt elme (executive producer)
- 1986 Terrorvízió (executive producer)
- 1986 Troll (executive producer)
- 1986 Vicious Lips (executive producer - uncredited)
- 1986 Zombiethon (Documentary) (executive producer)
- 1987 Babák (executive producer)
- 1987 Börtönhalál (executive producer)
- 1987 Creepozoids (executive producer - uncredited)
- 1987 Ellenséges terület (executive producer)
- 1987 Galactic Gigolo (executive producer - uncredited)
- 1987 Mutant Hunt (Video) (executive producer - uncredited)
- 1987 Parkolóház (executive producer - uncredited)
- 1987 Rabnők a végtelenből (executive producer - uncredited)
- 1987 The Caller (executive producer)
- 1987 The Princess Academy (executive producer - uncredited)
- 1988 A tekés lányok pokoli bulija (executive producer - uncredited)
- 1988 Börtöntőzsde (executive producer)
- 1988 Catacombs (executive producer)
- 1988 Cellalakó (executive producer)
- 1988 Cemetery High (executive producer - uncredited)
- 1988 Elvarázsolt kastély (executive producer)
- 1988 Ghost Town (executive producer)
- 1988 Gyilkos lányok támadása (executive producer - uncredited)
- 1988 Pulse Pounders (executive producer) / (producer)
- 1988 The Occultist (executive producer - uncredited)
- 1988 Trancers: City of Lost Angels (Short) (producer)
- 1988 Transformations (executive producer - uncredited)
- 1988 Vérszomjas szörnyecskék 2. (executive producer)
- 1989 Gyilkos bábok (Video) (executive producer)
- 1989 A halál amazonjai az Avokádó dzsungel mélyén (executive producer - uncredited)
- 1989 Arena (executive producer)
- 1989 Dr. Alien (executive producer - uncredited)
- 1989 Halálfegyver (executive producer)
- 1989 Intruder (executive producer - uncredited)
- 1989 Robot Jox (executive producer)
- 1990 Gyilkos bábok 2. (Video) (executive producer)
- 1990 Árnyzóna (executive producer)
- 1990 Meridian (Video) (producer)
- 1990 Pusztíts és rombolj! (Video) (executive producer)
- 1991 Gyilkos bábok 3. (Video) (executive producer)
- 1991 A kút és az inga (executive producer)
- 1991 Delejezettek 2. (producer)
- 1991 Dollman (Video) (executive producer)
- 1991 Subspecies (executive producer)
- 1992 Démoni játékok (Video) (executive producer)
- 1992 Köztes világ (Netherworld) (executive producer)
- 1992 Bad Channels (Video) (executive producer)
- 1992 Mágusok háborúja (producer)
- 1992 Mutánsvadász (Video) (executive producer)
- 1992 Seedpeople (executive producer)
- 1993 Dollman vs. Demonic Toys (Video) (producer)
- 1993 Gyilkos bábok 4. (Puppet Master 4) (Video) (producer)
- 1993 Arcade (Video) (executive producer)
- 1993 Beach Babes from Beyond (executive producer)
- 1993 Bloodstone: Subspecies II (Video) (executive producer)
- 1993 Dinkaszauruszok (producer)
- 1993 Invisible: The Chronicles of Benjamin Knight (executive producer)
- 1993 Lóvá tett betörők (Video) (executive producer)
- 1993 Mandroid (executive producer)
- 1993 Robot Wars (producer)
- 1994 Gyilkos bábok 5. (Puppet Master 5) (Video) (producer)
- 1994 Babszem Jankó (executive producer) / (producer)
- 1994 Bloodlust: Subspecies III (Video) (executive producer)
- 1994 Dark Angel: The Ascent (Video) (executive producer)
- 1994 Dinkaszauruszok 2. (Video) (executive producer)
- 1994 Lurking Fear (executive producer)
- 1994 Oblivion (executive producer)
- 1994 Pet Shop (executive producer)
- 1994 Sárkányvár (executive producer)
- 1994 Test Tube Teens from the Year 2000 (Video) (executive producer)
- 1994 Trancers 4: Jack of Swords (Video) (executive producer)
- 1994 Trancers 5: Sudden Deth (Video) (executive producer)
- 1994 Zsugorfejek (executive producer) / (producer)
- 1995 A kastély torzszülötte (Video) (executive producer)
- 1995 Az idő harcosa 1.rész: Dinólovagok (Video) (executive producer)
- 1995 Az idő harcosa 2.rész: A jövő szökevényei (Video) (executive producer)
- 1995 Az idő harcosa 3.rész: A játékbirodalom visszavág (Video) (executive producer)
- 1995 Az idő harcosa 4.rész: A kísértetvölgy legendája (Video) (executive producer)
- 1995 Beach Babes 2: Cave Girl Island (executive producer - uncredited)
- 1995 Blonde Heaven (executive producer - uncredited)
- 1995 Dinkaszauruszok 3. (Video) (executive producer)
- 1995 Huntress: Spirit of the Night (executive producer)
- 1995 Kópé koboldok (executive producer)
- 1995 Varázssziget (Video) (executive producer)
- 1996 Tükröm, tükröm (executive producer)
- 1996 Alien Abduction: Intimate Secrets (executive producer - uncredited)
- 1996 Az idő harcosa 5.rész: A titokzatos barlang (Video) (executive producer)
- 1996 Az idő harcosa 6.rész: A végső küzdelem (Video) (executive producer)
- 1996 Demon in the Bottle (executive producer)
- 1996 Head of the Family (producer - as Robert Talbot)
- 1996 Kéjnő az űrből (executive producer - uncredited)
- 1996 Kópé koboldok 2. (executive producer)
- 1996 Oblivion 2: Backlash (executive producer)
- 1996 Petticoat Planet (executive producer - uncredited)
- 1996 Virtual Encounters (executive producer - uncredited)
- 1996 Zarkorr! The Invader (producer - as Robert Talbot)
- 1997 Bimbo Movie Bash (executive producer)
- 1997 Hideous! (producer)
- 1997 Johnny Mysto, a kölyökvarázsló (Video) (producer - uncredited)
- 1997 Lurid Tales: The Castle Queen (executive producer - uncredited)
- 1997 Mystery Monsters (executive producer)
- 1997 Skeletons (TV Movie) (executive producer - uncredited)
- 1997 The Creeps (producer)
- 1997 The Exotic House of Wax (executive producer - uncredited)
- 1997 The Girls of Surrender Cinema (Video documentary) (executive producer - uncredited)
- 1997 Tükröm, tükröm 2: A varázskapu titka (executive producer)
- 1997 Vampire Journals (Video) (executive producer)
- 1998 Clockmaker (TV Movie) (executive producer)
- 1998 Curse of the Puppet Master (Video) (executive producer)
- 1998 Frankenstein Reborn! (executive producer)
- 1998 Kéjnő az űrből 2. (executive producer - uncredited)
- 1998 Kraa! The Sea Monster (executive producer)
- 1998 Lolita 2000 (executive producer - uncredited)
- 1998 Shandar: A gömbbe zárt város (Video) (executive producer - uncredited)
- 1998 Shrieker (executive producer)
- 1998 Subspecies: The Awakening (Video) (executive producer)
- 1998 Talisman (executive producer - uncredited)
- 1998 The Exotic Time Machine (executive producer - uncredited)
- 1998 The Secret Kingdom (executive producer - uncredited)
- 1998 The Werewolf Reborn! (executive producer)
- 1998 Virtual Encounters 2 (executive producer - uncredited)
- 1999 Retro Puppet Master (Video) (executive producer)
- 1999 A kelekótya szellem (executive producer - uncredited)
- 1999 Alien Arsenal (TV Movie) (executive producer)
- 1999 Ancient Evil: Scream of the Mummy (executive producer)
- 1999 Andromina: The Pleasure Planet (executive producer - uncredited)
- 1999 Auditions from Beyond (Video) (executive producer)
- 1999 Az alakváltó (executive producer - uncredited)
- 1999 Blood Dolls (producer)
- 1999 Dungeon of Desire (Video) (executive producer - uncredited)
- 1999 Freeway II: Confessions of a Trickbaby (executive producer - uncredited)
- 1999 Hidden Beauties (executive producer - uncredited)
- 1999 Hollywierd (Documentary) (executive producer)
- 1999 Hotel Gyönyör (executive producer - uncredited)
- 1999 Lip Service (Video) (executive producer - uncredited)
- 1999 Murdercycle (executive producer)
- 1999 Phantom Town (Video) (executive producer)
- 1999 Planet Patrol (Video) (executive producer)
- 1999 Pleasurecraft (Video) (executive producer - uncredited)
- 1999 Ragdoll (executive producer)
- 1999 Search for the Jewel of Polaris: Mysterious Museum (TV Movie) (executive producer)
- 1999 Shandra: The Jungle Girl (executive producer - uncredited)
- 1999 Teenage Space Vampires (executive producer - uncredited)
- 1999 The Boy with the X-Ray Eyes (executive producer - uncredited)
- 1999 The Excalibur Kid (Video) (executive producer - uncredited)
- 1999 The Killer Eye (executive producer - as Robert Talbot)
- 1999 The Making of 'The Killer Eye' (Video documentary) (executive producer)
- 1999 Timegate: Tales of the Saddle Tramps (Video) (executive producer - uncredited)
- 1999 Tinilovag - Vissza a középkorba (executive producer - uncredited)
- 1999 Totem (Video) (executive producer)
- 1999 Veronica 2030 (executive producer - uncredited)
- 1999 Witchouse (Video) (executive producer)
- 2000 Diary of Lust (executive producer - uncredited)
- 2000 Horrific (executive producer)
- 2000 I, Vampire (executive producer)
- 2000 Killjoy (Video) (executive producer)
- 2000 Making of 'The Vault' (Video documentary) (executive producer)
- 2000 NoAngels.com (Video) (executive producer - uncredited)
- 2000 Passion's Obsession (executive producer - uncredited)
- 2000 Prison of the Dead (Video) (executive producer)
- 2000 Revival of the Living Dead: The Making of 'The Dead Hate the Living!' (Video documentary short) (executive producer)
- 2000 Sideshow (executive producer)
- 2000 Task Force 2001 (Video) (executive producer - uncredited)
- 2000 The Dead Hate the Living! (Video) (executive producer)
- 2000 The Exotic Time Machine II: Forbidden Encounters (TV Movie) (executive producer - uncredited)
- 2000 The Horrible Dr. Bones (executive producer)
- 2000 The Mistress Club (executive producer - uncredited)
- 2000 The St. Francisville Experiment (executive producer - uncredited)
- 2000 The Vault (Video) (executive producer)
- 2000 Urban Evil (executive producer)
- 2000 Virgins of Sherwood Forest (Video) (executive producer - uncredited)
- 2000 Voodoo Academy (Video) (executive producer)
- 2000 Witchouse II: Blood Coven (Video) (executive producer)
- 2000 Zorrita: Passion's Avenger (executive producer - uncredited)
- 2000/III Casting Couch (Video) (executive producer - uncredited)
- 2001 Aliens Gone Wild (executive producer)
- 2001 Demonicus (executive producer)
- 2001 Final Stab (Video) (executive producer)
- 2001 Horrorvision (Video) (executive producer)
- 2001 Kalandexpressz (executive producer - uncredited)
- 2001 Making of 'Stitches' (Video documentary) (executive producer)
- 2001 Microscopic Boy (Video) (executive producer - uncredited)
- 2001 Passion Lane (Video) (executive producer)
- 2001 Phantom Love (executive producer - uncredited)
- 2001 Platinum Blonde (executive producer - uncredited)
- 2001 Song of the Vampire (Video) (executive producer - uncredited)
- 2001 Stitches (Video) (executive producer)
- 2001 The Possessed (producer)
- 2001 The Regina Pierce Affair (Video) (executive producer - uncredited)
- 2001 Titkos társaság (Video) (executive producer)
- 2001 Titkos társaság 2: Az új generáció (Video) (executive producer)
- 2001 Vengeance of the Dead (Video) (executive producer)
- 2001 Witchouse 3: Demon Fire (Video) (executive producer)
- 2002 A rémület foka (executive producer - uncredited)
- 2002 Castle Eros (executive producer)
- 2002 Cryptz (Video) (executive producer)
- 2002 Dead & Rotting (Video) (executive producer)
- 2002 Deathbed (Video) (executive producer)
- 2002 Full Moon Fright Night (TV Series) (producer - 1 episode)
- 2002 Groom Lake (executive producer)
- 2002 Gyilkosok klubja (Video) (executive producer)
- 2002 Hell Asylum (Video) (executive producer)
- 2002 Jigsaw (Video) (executive producer)
- 2002 Killjoy 2: Deliverance from Evil (Video) (executive producer)
- 2002 Speck (executive producer - uncredited)
- 2002 Trancers 6 (Video) (executive producer)
- 2003 Puppet Master: The Legacy (Video) (executive producer - uncredited)
- 2003 Birth Rite (Video) (executive producer)
- 2003 Deadly Stingers (executive producer)
- 2003 Delta Delta Die! (Video) (executive producer)
- 2004 Puppet Master vs Demonic Toys (TV Movie) (executive producer)
- 2004 Cinemaker (Video documentary) (producer)
- 2004 Monsters Gone Wild! (Video documentary) (producer)
- 2004 Tomb of Terror (Video) (executive producer)
- 2004 When Puppets and Dolls Attack! (Video) (producer)
- 2005 Blood, Sweat, & Fears (Video documentary short) (producer)
- 2005 Decadent Evil (Video) (executive producer) / (producer)
- 2005 Doll Graveyard (producer)
- 2005 Frankenstein & the Werewolf Reborn! (executive producer)
- 2005 The Gingerdead Man (producer)
- 2006 Petrified (Video) (producer)
- 2007 Dead Man's Hand (producer)
- 2008 Gingerdead Man 2: Passion of the Crust (executive producer) / (producer)
- 2009 Evil Bong 2: King Bong (producer)
- 2009 Skull Heads (Video) (producer)
- 2010 Demonic Toys: Personal Demons (Video) (producer)
- 2010 Puppet Master: Axis of Evil (Video) (producer)
- 2010 Erotic Secrets (Video) (producer - as Robert Amante)
- 2010 Killjoy 3 (Video) (producer)
- 2011 Evil Bong 3: The Wrath of Bong (producer)
- 2011 Gingerdead Man 3: Saturday Night Cleaver (executive producer) / (producer)
- 2011 Killer Eye: Halloween Haunt (producer)
- 2012 DevilDolls (Video) (producer)
- 2012 Killjoy Goes to Hell (producer)
- 2012 Puppet Master X: Axis Rising (producer)
- 2012 Reel Evil (producer)
- 2012 The Dead Want Women (Video) (executive producer) / (producer)
- 2012 Zombies Vs. Strippers (executive producer)
- 2013 Dark Realm (associate producer)
- 2013 Gingerdead Man Vs. Evil Bong (producer)
- 2013 Ooga Booga (producer)
- 2013 Unlucky Charms (producer)
- 2014 Trophy Heads (producer)
- 2015 Evil Bong 420 (executive producer)
- 2015 Kings of Cult (Documentary) (producer)
- 2016 Evil Bong: High 5 (producer)
- 2016 Fists of Fury (producer)
- 2016 Killjoy's Psycho Circus (producer)
- 2016 Ravenwolf Towers (TV Series) (producer)
- 2017 Puppet Master: Axis Termination (producer)
- 2018 Puppet Master: The Littlest Reich (executive producer)
- 2018 Evil Bong 777 (producer)
- 2020 Blade: The Iron Cross  (producer)
- 2021 Baby Oopsie (producer)
- 2022 Puppet Master: Doktor Death (producer)
- 2022 Baby Oopsie: Murder Dolls (producer)
- 2022 Baby Oopsie: Burn Baby Burn (producer)
- 2023 Demonic Toys: Jack-Attack
- 2024 Puppet Master: Furnace Leech Woman